# Vermiliopsis spirorbis
Vermiliopsis spirorbis är en ringmaskart som först beskrevs av Langerhans 1884.  Vermiliopsis spirorbis ingår i släktet Vermiliopsis och familjen Serpulidae. Inga underarter finns listade i Catalogue of Life.